# Koci lament
Koci lament – rodzaj zupy owocowej, jedna z tradycyjnych potraw wigilijnych na Podkarpaciu. Składa się z trzech składników; fasoli, suszonych śliwek i powideł śliwkowych.

## Nazwa
Zupa owocowa nazywana koci lament dawniej była jednym z dań na wigilijnych stołach. Suszone śliwki nadają jej słodko – kwaśnego smaku, powidła śliwkowe powodują, że jest ona kremowa, a biała fasola nadaje jej sycącego charakteru. Nazwa zupy koci lament jest dość tajemnicza i niewyjaśniona. Prawdopodobnie pochodzi od powiedzenia; "Tyle, co kot napłakał", co oznacza niewiele, i tak jest w tej zupie.

## Przygotowanie i składniki
Składniki: fasola Jaś, woda, suszone śliwki, powidła śliwkowe.
Przygotowanie kociego lamentu jest bardzo proste. Wystarczy namoczyć fasolę w zimnej wodzie przez całą noc, a następnie ugotować. Do gotującej się fasoli dodać sól, powidła śliwkowe i suszone śliwki. Oprócz śliwek suszonych można dodać kilka śliwek wędzonych, które nadadzą zupie dodatkowego smaku i aromatu oraz niewielką ilości czosnku. Gotować na małym ogniu, aż fasola i śliwki zmiękną.
Według Koła Gospodyń Wiejskich w Krzywem zupę można podawać na ciepło i na zimno. Przepis został zamieszczony w świątecznym zbiorze regionalnych przepisów pt. „Potrawy wigilijne Ziemi Brzozowskiej”, wydanym przez Stowarzyszenie LGD Ziemia Brzozowska.

### Inna potrawa
W miejscowościach, gminy Kolbuszowa – „koci lament” to ziemniaki i kluski zabielane mlekiem.